# Міст (шаблон проєктування)
Міст (англ. Bridge) — шаблон проєктування, призначений для того, щоб відділити абстракцію від її конкретної імплементації таким чином, щоб вони могли бути змінені незалежно один від одного. Належить до класу структурних шаблонів.

## Призначення
Відокремити абстракцію від її реалізації таким чином, щоб перше та друге можна було змінювати незалежно одне від одного.
Терміни абстракція та реалізацію не мають нічого спільного з абстрактним класом чи інтерфейсом мови програмування. Абстракція — це уявний рівень керування чим-небудь, що не виконує роботу самостійно, а делегує її рівню реалізації.

## Мотивація
Якщо для деякої абстракції можливо кілька реалізацій, зазвичай застосовують наслідування. Абстрактний клас визначає інтерфейс абстракції, а його конкретні підкласи по-різному реалізують його. Але такий підхід не завжди є достатньо гнучким. Наслідування жорстко прив'язує реалізацію до абстракції, що перешкоджає незалежній модифікації, розширенню та повторному використанню абстракції та її реалізації.

## Застосовність
Слід використовувати шаблон Міст у випадках, коли:
- треба запобігти постійній прив'язці абстракції до реалізації. Так, наприклад, буває коли реалізацію необхідно обрати під час виконання програми;
- як абстракції, так і реалізації повинні розширюватись новими підкласами. У цьому разі шаблон Міст дозволяє комбінувати різні абстракції та реалізації та змінювати їх незалежно одне від одного;
- зміни у реалізації не повинні впливати на клієнтів, тобто клієнтський код не повинен перекомпілюватись;
- треба повністю сховати від клієнтів реалізацію абстракції;
- треба розподілити одну реалізацію поміж кількох об'єктів (можливо застосовуючи підрахунок посилань), і при цьому приховати це від клієнта.

## Структура
- Abstraction — абстракція:
  - визначає інтерфейс абстракції;

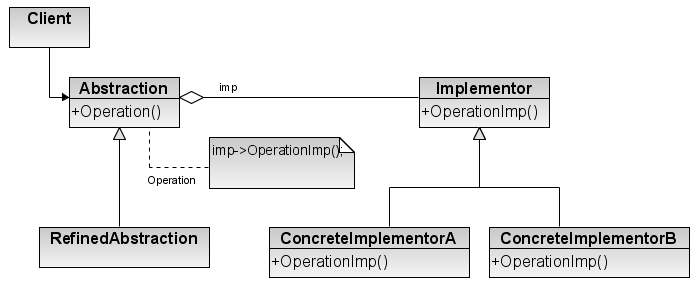
UML діаграма, що описує структуру шаблону проєктування Міст

  - зберігає посилання на об'єкт типу Implementor;
- RefinedAbstraction — уточнена абстракція:
  - розширює інтерфейс, означений абстракцією Abstraction;
- Implementor — реалізатор:
  - визначає інтерфейс для класів реалізації. Він не зобов'язаний точно відповідати інтерфейсу класу Abstraction. Насправді обидва інтерфейси можуть бути зовсім різними. Зазвичай, інтерфейс класу Implementor надає тільки примітивні операції, а клас Abstraction визначає операції більш високого рівня, що базуються на цих примітивах;
- ConcreteImplementor — конкретний реалізатор:
  - містить конкретну реалізацію інтерфейсу класу Implementor.

Коли існує тільки одна реалізація, то в C++ цей шаблон називається Pimpl.

## Переваги та недоліки

### Переваги
- Від'єднання абстракції від реалізації
- Зменшення кількості підкласів
- Чистий код і зменшенням розміру виконуваного файлу
- Інтерфейс і реалізація можуть варіюватися самостійно
- Покращена розширюваність - абстракції та впровадження можуть бути розширені самостійно

### Недоліки
- Підвищує складність.
- Подвійна спрямованість - це матиме невеликий вплив на продуктивність.

## Відносини
Об'єкт Abstraction містить у собі Implementor і перенаправляє йому запити клієнта.

## Зв'язок з іншими патернами
- Міст — це структурний патерн. Його компоненти зазвичай встановлюються раз і не змінюються під час виконання програми. Використовують для розділення абстракції та реалізації. Стратегія — це шаблон поведінки. Використовують коли алгоритми можуть замінювати один одного під час виконання програми.